# Sarod

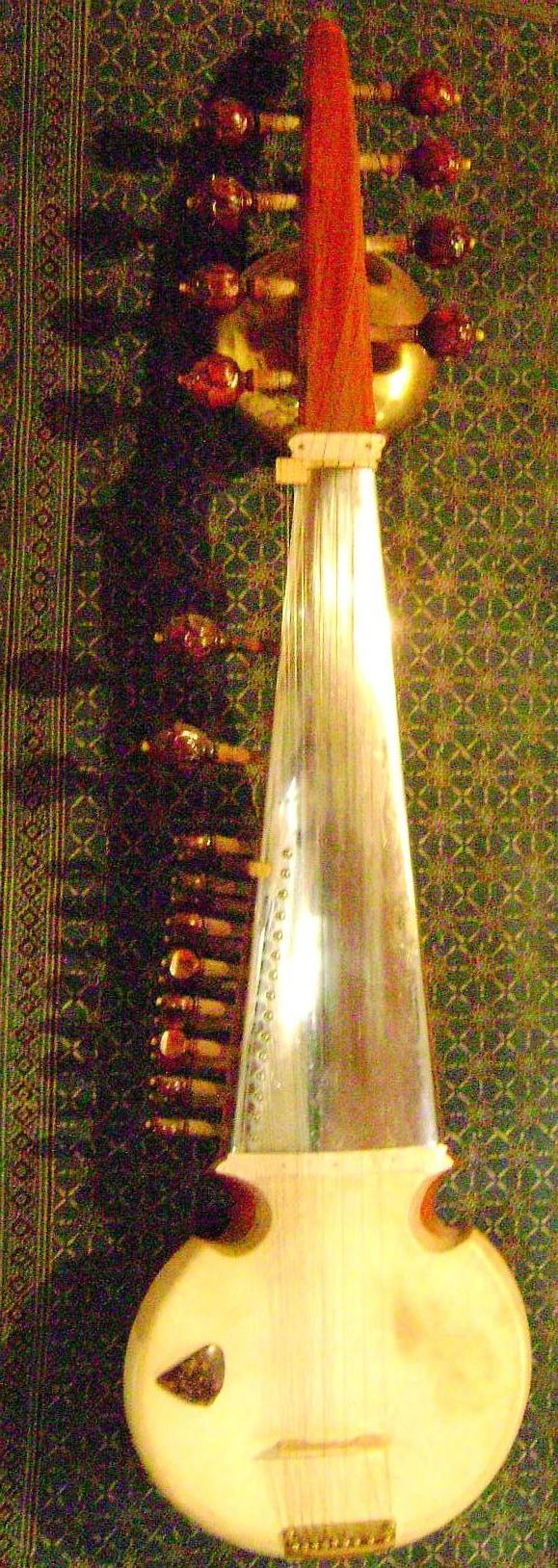
Sarod

Sarod (hindsky सरोद, malajálamsky സരോദ്, z perštiny dosl. "krásný zvuk") je bezpražcový mnohostrunný drnkací hudební nástroj z rodiny louten, spolu se sitárem jeden z nejpopulárnějších nástrojů severní Indie, typický představitel hindustánské hudby. Klasickým doprovodným nástrojem je dvojice bubnů tabla, případně strunný nástroj tampura. Často hraje spolu se sitárem či surbaharem. Sarod má oproti sitáru huboký, plný až těžký zvuk. Podobným nástrojem avšak s basovějším zvukem je vzácně vyráběný suršringar.

## Vzhled
Vzhled nástroje závisí na škole (gharaně), ke které hráč patří. V podstatě jsou tři základní typy:
- Standardní typ sarodu má 18-19 strun, z čehož jsou 4 nebo 5 hlavní hrací struny, jedna nebo dvě rytmické struny čikarí a 10 až 11 strun rezonančních, zvaných taraf. Vzhled tohoto raného modelu je připisován hráčům Niyamatullahu Khanovi z gharanay ve městě Lucknow a Ghulam Ali Khanovi z Gwalior-Bangash gharany.
- První typ se dělí na další dva. Odlišnosti jsou veskrze jen v tom, z jakého materiálu je hmatník a je li používána přídavná horní kovová rezonanční komora - tumba.
- Další typ školy Maihar gharana byl navržen Allauddinem Khanem a jeho bratrem Ayetem Ali Khanem. Celkově je nástroj delší a mohutnější než standardní typ. Celkový počet strun je 25, z toho 4 hlavní hrací struny, 4 struny jod, dvě rytmické čikarí a 15 rezonančních strun. Tím je předurčen pro hraní álapů.

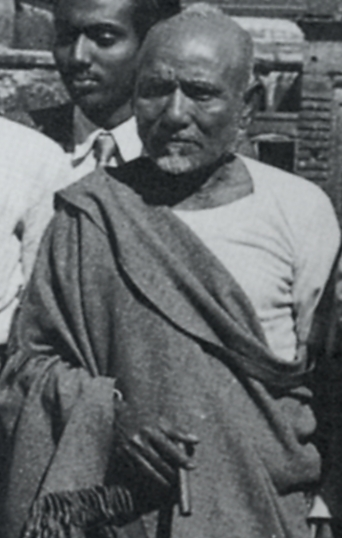
Alauddin Khan

## Historie
Sarod je někdy považován za modifikaci afghánského nástroje rabáb. V dobách vzniku a ohraničování vlastní identity nástroje byl někdy nazýván jako "basový rabáb", avšak jeho tón je ve skutečnosti jen o trochu hlubší. Lalmani Misra ve svém díle Bharatiya Sangeet Vadya namítá, že sarod je spíše kombinací čitra víny, středověkého rabábu a moderního suršringaru. Existuje také teze, že je sarod odvozen od loutny oud. V současnosti existují pro vznik sarodu dvě teorie:
- Předek Amjaad Ali Khana jménem Mohammad Hashmi Khan Bangash používal afghánský rabáb na dvoře Maharádži z Rewy (dnes Madhya Pradéš). Jeho vnuk, Ghulam Ali Khan Bangash se stal později dvorním hudebníkem ve Gwalioru a je pravděpodobně zodpovědný za transformaci rabábu na sarod.
- Jiná teorie hovoří o Madaru Khanovi a Niyamatullahu Khanovi. Jejich nástroj byl v podstatě stejný a objevil se ve stejné době (cca 1820). Je možné, že došli zcela nezávisle ke stejnému výsledku. Každopádně zásadními regiony pro vznik sarodu a vydobytí si své pozice byly Lucknow, Rewa a Gwalinor. Ve dvacátém století přispěl k finální podobě sarodu jako takového legendární hudebník a učitel Maihar gharany Allauddin Khan, známý také jako guru Nikhila Banerjeeho, svého syna Ali Akbar Khana, své dcery Annapurny Devi a Raviho Šankara.

## Části
Tělo nástroje je tradičně vydlabáno z jednoho kusu dřeva. Většinou se jedná o teak nebo dnes častěji o levnější ale stejně dobře znějící tun (Cedrela tuna). Količník je protáhlý, většinou osmiúhelníkového tvaru, nesoucí osm kolíků. Nultý pražec pro struny se nazývá méru (nebo ára), k němu je na boku připevněna bzučivá kobylka (podobná sitárové) zvaná džavarí pro struny jod. Obojí je vyrobeno z kosti, parohu, ebenu nebo mosazi. Hmatník je vypouklá ocelová deska bez jakýchkoli pražců, přesné tóny musí tedy hráč dle cviku nahmátnout jako na houslích či podobných nástrojích. Z ocelového hmatníku navíc při horní hraně vychází rezonanční struny. Kobylka z kosti, parohu nebo ebenu je umístěna na bláně z kozí kůže, která slouží místo rezonanční desky. Struny jsou z oceli a bronzu. Trsátko je trojúhelníkové, vybroušené ze slupky kokosového ořechu, ebenu nebo kosti a nazývá se džava.

## Technika hry

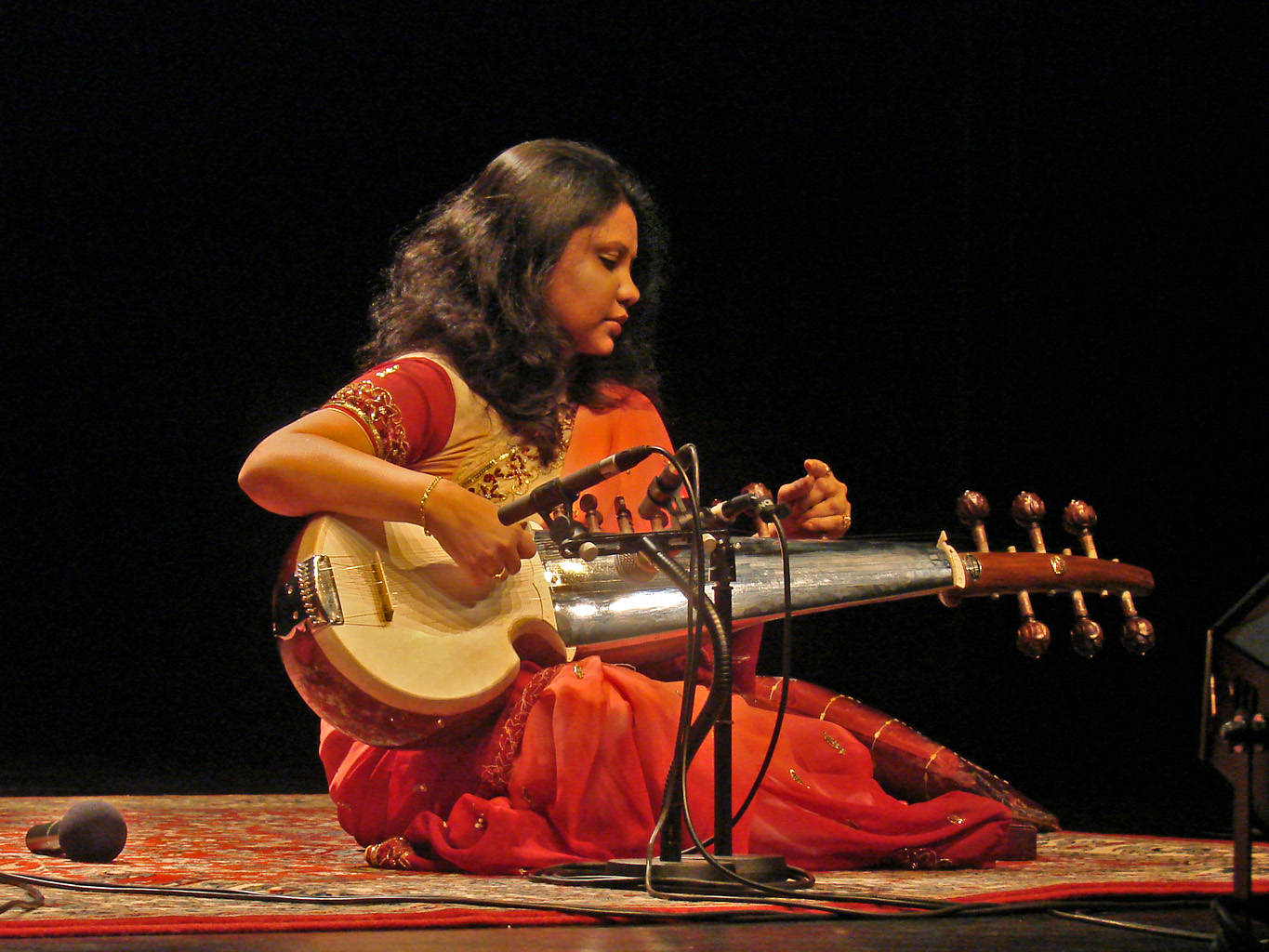
Sudheshna Bhattacharya, hráčka na sarod

Herní pozice je dost podobná kytarové, ale při hře se vždy sedí na zemi. Hru značně stěžuje absence pražců. Struny musí být přitlačovány až na hmatník pomocí prstů nebo mezery mezi bříškem prstu a nehtem. Tím se od sebe v podstatě liší dva základní styly hry, přičemž používání bříšek prstů je pro začátečníka méně bolestivé a dnes také hojněji používané. Faktem ale je, že oba styly mačkání strun jsou různé co do kvality zvuku, který struna vydává. Při moderní technice je zvuk tupější, při klasické více zvonivý.

## Světoví výrobci
- Hemen - bezkonkurenčně nejlepší světový výrobce, produkce ukončena po smrti majitele roku 2011
- Hiren Roy - výrobce sídlící v Kalkatě
- Sanjay Rikhi Ram - výrobce s vysokou prestiží (a nejvyššími cenami) sídlící v Dillí, na západě slavný díky Georgi Harrisonovi - koupil si zde první sitár
- Manoj Kumar Sardar - Kalkata
- Radhey Shyam Sharma - Váránasí a Kalkata

## Hráči

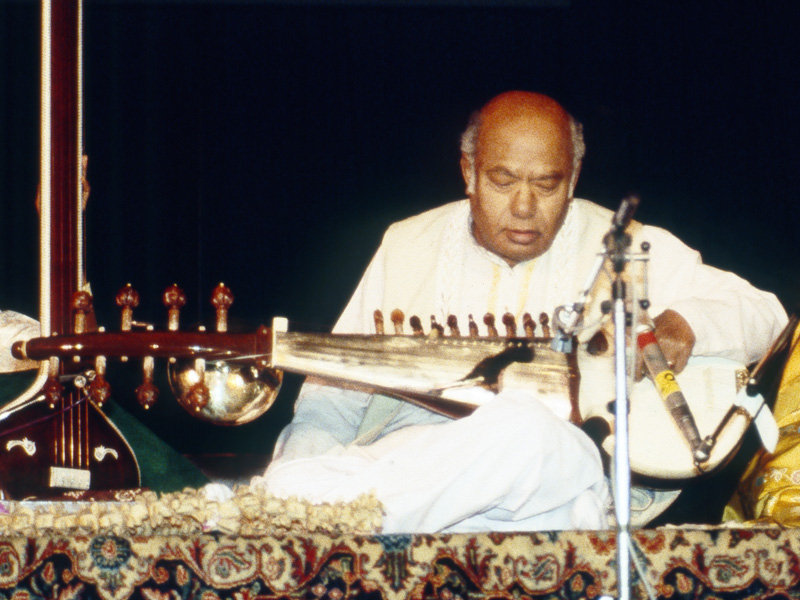
Ali Akbar Khan

### Mistři nástroje
- Allaudin Khan (1880-1972)
- Hafiz Ali Khan (1888-1972)
- Ali Akbar Khan (nar. 1922)
- Aashish Khan (nar. 1939)
- Amjad Ali Khan (nar. 1945)
- Radhika Mohan Maitra (1917-1981)
- Buddhadev Das Gupta (nar. 1933)
- Vasant Rai (1942-1985)

### Mladí hráči
- Alam Khan, Anirban Dasgupta, Amaan Ali Bangash, Ayaan Ali Bangash, Aditya Verma, Arnab Chakrabarty, Asad Qizilbaksh, Avijit Ghosh, Basant Kabra, Biswajit Roy Chowdhury, Debanjan Bhattacharya, Devjyoti Bose, K. Sridhar, Kalyan Mukherjee, Partho Sarodi, Pradeep Barot, Prattyush Banerjee, Professor Narendranath Dhar, Mukesh Sharma, Rajan Kulkarni, Vikash Maharaj, Puspen Dey, Rajeeb Chakraborty, Rajeev Taranath, Ranajit Sengupta, Suro Ranjan, Tejendra Majumdar, Wajahat Khan, Wali Ahmad Roufi